# ۲۳۲ (پیش از میلاد)
۲۳۲ (پیش از میلاد) ۲۳۲مین سال قبل از تقویم میلادی است.

## درگذشتگان
آشوکا  اولین پادشاه تاریخ هندوستان